# Paul Wallot
Johann Paul Wallot (Oppenheim, 1841. június 26. – Langenschwalbach, 1912. augusztus 10.) német építész, egyetemi tanár.

## Életetpályája
Paul Wallot dél-franciaországból menekült hugenotta család sarja volt.  
Mint tanárnak a tanítványai közé tartozott - többek között - Oswin Hempel és Karl Paul Andrae, valamint a magyar Hikisch Rezső.

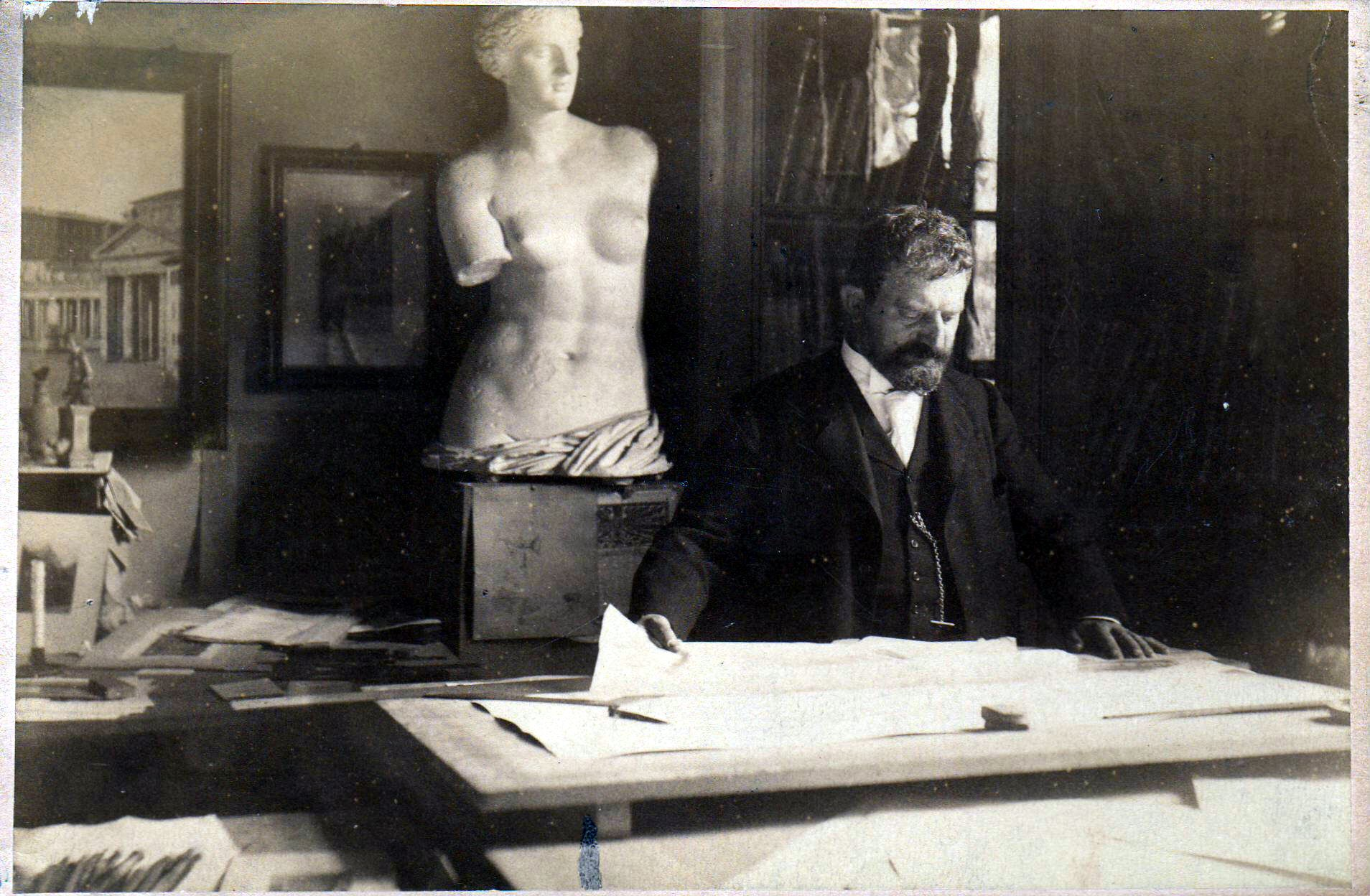
Wallot saját műhelyében

## Művei

### Épületek (válogatás)

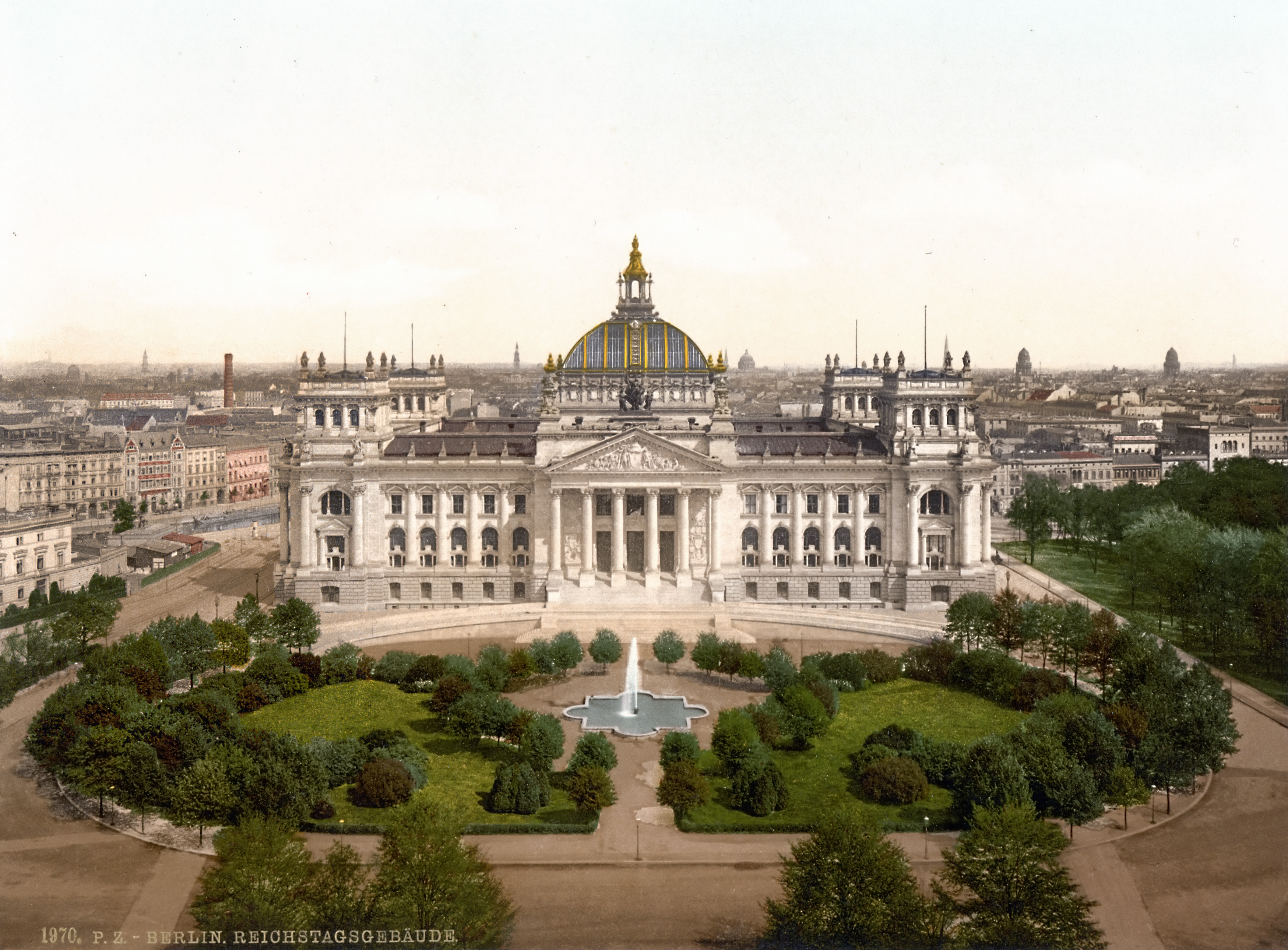
A Reichstag épülete

- 1875: lakó- és irodaház Frankfurt am Mainban (Kaiserstraße 25 / Neue Mainzer Straße 26)  Carl Müller bankár részére
- 1878: lakó- és irodaház Frankfurt am Mainban (Kaiserstraße 10/10a)
- 1881: lakóház E. R. Osterrieth  számára Frankfurt am Mainban, Gutleutstraße 89
- 1884–1918: Reichstag (Berlin-Tiergarten)
- 1894: Halottasház (Totenhalle) Drezdában (Johannisfriedhof), Tolkewitz
- 1897–1904: Reichstagspräsidialgebäude (Reichstagspräsidentenpalais) in Berlin-Tiergarten, gegenüber dem Reichstagsgebäude (heute Sitz der Parlamentarischen Gesellschaft)
- 1899: lakóház für Gustav von Römheld kormánytanácsos számára Darmstadt Mathildenhöhe városrészében, Alexandraweg 14
- 1900 előtt: "Neidlinger" lakó- és üzletház, Frankfurt am Main
- 1901–1906: Sächsischer Landtag, Drezda, Brühlsche Terrasse

### Írásai
- Das Reichstagsgebäude in Berlin. Cosmos, Leipzig 1897.

(als Reprint: Komet-Verlag, Köln 2009, ISBN 978-3-89836-930-5.)

### Könyvek
- Michael S. Cullen: Der Reichstag. Parlament, Denkmal, Symbol. (németül) Berlin: Bebra-Verlag. 1999.  ISBN 3-930863-65-0
- Andreas Denk, Josef Matzerath: Die drei Dresdner Parlamente. Die sächsischen Landtage und ihre Bauten. Indikatoren für die Entwicklung von der ständischen zur pluralisierten Gesellschaft. Edition Minerva, Wolfratshausen 2000, ISBN 3-932353-44-7.
- Walter Mackowsky: Paul Wallot und seine Schüler. (németül) Berlin: Wasmuth. 1912.
- Josef Matzerath (Hrsg.): Varianten der Moderne 1868 bis 1952 (Aspekte sächsischer Landtagsgeschichte; Bd. 4). Dresden, 2003 (mit Beiträgen von Andreas Denk, Silke Marburg und Mike Schmeitzner).
- Julius Posener: Berlin auf dem Weg zu einer neuen Architektur. Das Zeitalter Wilhelms II. München: Prestel. 1979.  ISBN 3-7913-1476-9
- Heinz Raack: Das Reichstagsgebäude in Berlin. (németül) Berlin: Gebr. Mann. 1978.  ISBN 3-7861-1161-8

## Fordítás
- Ez a szócikk részben vagy egészben  a   Paul Wallot című német Wikipédia-szócikk fordításán alapul.  Az eredeti cikk szerkesztőit annak laptörténete sorolja fel. Ez a jelzés csupán a megfogalmazás eredetét és a szerzői jogokat jelzi, nem szolgál a cikkben szereplő információk forrásmegjelöléseként.